# Changpeng Zhao

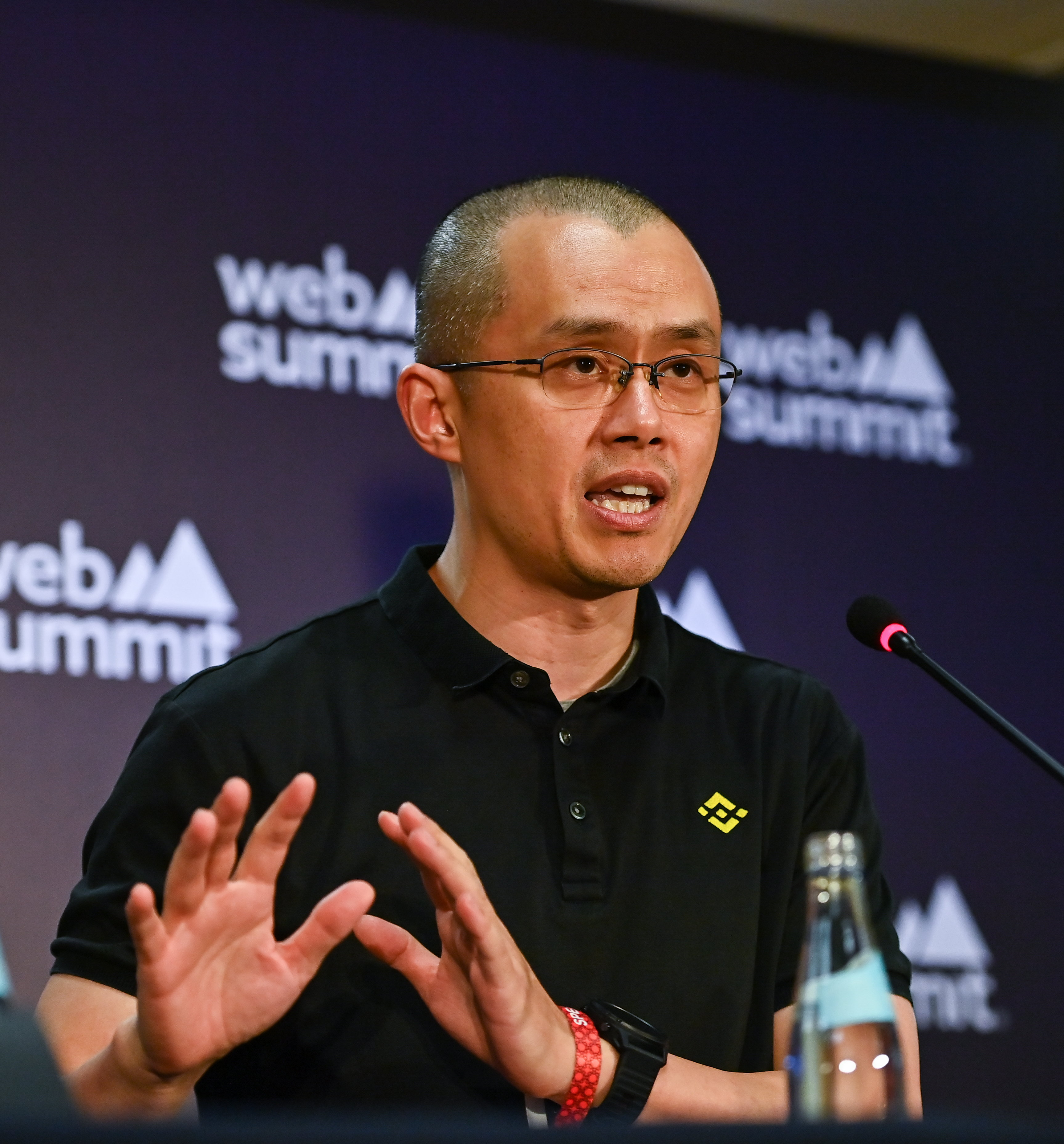
Changpeng Zhao nel 2022

Changpeng Zhao (Lianyungang, 10 settembre 1977) è un dirigente d'azienda cinese naturalizzato canadese, co-fondatore ed ex amministratore delegato di Binance, il più grande exchange di criptovalute al mondo.

## Biografia
Zhao è nato a Qing Kou, nella provincia cinese di Jiangsu. Entrambi i genitori erano insegnanti. Nel 1989 si trasferisce insieme alla famiglia a Vancouver in Canada. Si iscrive alla McGill University di Montreal e si laurea in informatica.
Dopo la laurea si trasferisce in Giappone per lavorare allo sviluppo di software per la borsa di Tokyo. Più tardi viene assunto da Bloomberg Tradebook dove sviluppa software per il trading di futures. Nel 2005 si trasferisce a Shanghai per fondare la sua prima startup Fusion Systems, un'azienda che si occupa di piattaforme per il trading ad alta frequenza per gli operatori di borsa.

### La fondazione di Binance
Nel 2013 inizia a investire nelle criptovalute, vendendo il suo appartamento in Shanghai e investendo tutti i suoi beni in Bitcoin. Sempre nello stesso anno sviluppa insieme ad altri il sito blockchain.info e diventa il CTO di OKCoin. Nel 2017 fonda la piattaforma Binance insieme a Yi He, conosciuto ai tempi di OKCoin. In meno di otto mesi Binance diventa uno dei più grandi exchange di criptovalute per volumi scambiati. Nel febbraio 2018 la rivista Forbes lo inserisce nella lista delle persone più ricche nel mondo delle criptovalute, con un patrimonio di oltre un miliardo di dollari.
Nel novembre 2023 viene costretto a rassegnare le dimissioni dal consiglio di amministrazione di Binance, lasciando il suo posto a Richard Teng, dopo essersi dichiarato colpevole di riciclaggio di denaro illegale e altri reati dinanzi alla giustizia statunitense.

## Controversie
L'imprenditore è finito al centro di controversie legali e penali negli Stati Uniti in relazione alla collusione di Binance con stati canaglia e organizzazioni terroristiche, in particolare Hamas , ma la sua figura è oggetto di attenzione mediatica e politica anche per il nebuloso rapporto con la Repubblica Popolare Cinese.
Legato affettivamente a Yi He, imprenditrice, socia in affari e un passato nel China Global Television Network, Zhao è noto per i frequenti viaggi tra Emirati Arabi Uniti e Cina e fino alla vigilia del caso giudiziario dell'autunno 2023 aveva mantenuto il più stretto riserbo sulle attività di Binance a Shanghai, ufficialmente inesistenti, che sono state portate alla luce da un'inchiesta del Financial Times  . Il comportamento sospetto di Zhao nei confronti della madrepatria è stato ritenuto da alcuni esperti del settore uno dei motivi del pressing giudiziario degli Stati Uniti su Binance .